# Lies – Lust und Lügen
Lies – Lust und Lügen ist ein Erotikfilm des südkoreanischen Regisseurs Jang Sun-woo aus dem Jahr 1999, der eine sadomasochistische Beziehung zwischen einem 38-jährigen Bildhauer und einer 18-jährigen Oberstufenschülerin behandelt. Der Film basiert auf einem Roman von Jang Jung-il aus dem Jahr 1996 und wurde kurz nach seiner Veröffentlichung verboten.
In Deutschland startete der Film am 10. Oktober 2002 in den Kinos.

## Handlung
Eine Oberstufenschülerin namens Y kommt über ihre Freundin Woori telefonisch ins Gespräch mit dem verheirateten, 38-jährigen Bildhauer J. Da sie seine Stimme sexy findet, entschließen sie sich zum Telefonsex und treffen sich später. Y ist noch Jungfrau, doch gleich beim ersten Treffen haben sie neben regulärem Sex noch Oral- und Analsex in einem billigen Hotel. Als er sie später fragt, warum sie Sex mit ihm haben wollte, erzählt Y ihm, dass ihre Schwestern beide im Alter von 20 Jahren vergewaltigt wurden, die eine daraufhin Selbstmord beging, die andere später ihren Peiniger heiratete und mit ihm nach Brasilien ging. Sie wolle beim ersten Mal aber nicht vergewaltigt werden, sondern wollte sich die Person aussuchen. Als später ihre Freundin Woori von der Beziehung erfährt, ist diese wütend und schlägt Y zusammen, da sie mit J schlafen wollte. Später entschuldigt sich Woori aber und Y erzählt ihr regelmäßig von den Sexpraktiken.
Bereits beim zweiten Treffen führt J sie in den Sadomasochismus ein und möchte sie auspeitschen. Y findet schnell Gefallen daran und J schlägt sie mit unterschiedlichen Materialien bei jedem Treffen. Nachdem J sie einmal zu hart schlägt und Y zu weinen beginnt, bietet er ihr an, dass sie ihn auspeitscht. Dies tut sie dann auch und beide finden Gefallen daran. J fragt sich jedoch auch, wie Y diese Schmerzen die ganzen Zeit ertragen konnte.
Kurz darauf erfährt Ys Bruder von der Beziehung und brennt Js Haus nieder. Y läuft von zu Hause weg und geht nicht mehr zur Uni. Stattdessen ziehen J und Y von Absteige zu Absteige, haben Sex und ritzen sich gegenseitig Tätowierungen in die Oberschenkel. Y erzählt nach jedem Hotelbesuch ihrer Freundin Woori, wo sie waren. Diese erzählt dies Ys Bruder weiter, so dass dieser sie verfolgt, aber immer zu spät kommt. Dadurch ist er ständig unterwegs und stirbt eines Tages bei einem Unfall mit seinem Motorrad. Y entschließt sich daraufhin, nach Hause zurückzukehren und wieder zur Uni zu gehen. J reagiert zunächst wütend, da er nichts mehr hat, kehrt schließlich aber zu seiner Frau in Paris zurück. Eines Tages erreicht ihn ein Anruf von Y, dass sie in Paris ist und beide treffen sich am Flughafen. Sie ist auf einen Zwischenstopp auf ihren Weg zu ihrer Schwester in Brasilien. Sie gehen gemeinsam in ein Hotel und Y schlägt J in Schuluniform mit dem Stiel einer Spitzhacke. Danach sehen sich beide nicht mehr wieder. Als ihn seine Frau wegen der Tätowierung fragt, lügt er sie an.

## Altersfreigabe
In Südkorea erhielt der Film vom Korea Media Rating Board zunächst die Klassifizierung „Zurückhaltung“, was bedeutet, dass sich Bewertung auf unbestimmte Zeit verschoben wird. Damit durfte der Film zunächst in südkoreanischen Kinos nicht vorgeführt werden. Als der Film eine Einladung für den Wettbewerb bei den Internationalen Filmfestspielen von Venedig 1999 bekam, wurde die Klassifizierung auf „Keine Jugendfreigabe“ geändert.

## Rezeption
In der Filmzeitschrift Cinema wurde der Film als durchschnittlich besprochen. So sei es positiv, wenn sich die Perspektive wechselt und die Laiendarsteller interviewt werden und dabei Lebensträume, Ängste, Obsessionen aufgezeigt werden. Wenn jedoch ein Höhepunkt den nächsten jagt, sei dies einzig für Voyeure aufschlussreich.
David Stratton von der Variety kam zu einem ähnlichen Urteil. Der Film sei aufrichtig und mutig und beeindruckt dadurch, allerdings schwindet dieses Gefühl mit der Zeit. Lies reißt politische Themen leicht an durch Demonstrationen die die Protagonisten passieren und der Status der Frauen in Südkorea wird kurzzeitig angesprochen. Der Film sei allerdings zu lang. Wie auch die Cinema bewertet Stratton die Interviews während des Films, wenn die Hauptdarsteller über ihre Rollen sprechen, positiv und faszinierend.

„Spröder Kunstfilm, der sich an einer merkwürdig teilnahmslosen Aufarbeitung einer sexuellen Spielart versucht, ohne dabei die selbstzerstörerische Ebene dieser Beziehung in den Blick zu bekommen.“